# Tenerife

Bandiera di Tenerife

Tenerife (in italiano anche Teneriffa) è un'isola spagnola situata nell'oceano Atlantico, appartenente alla Comunità autonoma delle Isole Canarie, Spagna. Insieme a La Palma, La Gomera ed El Hierro, forma la provincia di Santa Cruz de Tenerife. Con una superficie di 2.034,38 km² e una popolazione di 908 555 abitanti, è l'isola più grande e popolata dell'arcipelago e la più popolata della Spagna. Tenerife è anche la più urbanizzata e cosmopolita delle isole Canarie. Inoltre, Tenerife è anche la più grande e popolata isola nella regione Macaronesia.
Santa Cruz de Tenerife è la capitale dell'isola e della provincia omonima, nonché la città più grande e più popolata, con 221.956 abitanti. Insieme con Las Palmas de Gran Canaria, è anche la capitale delle Isole Canarie. Tra il 1833 e il 1927, Santa Cruz de Tenerife è stata la sola capitale delle Canarie, fino a quando nel 1927 un decreto ordinò che la capitale delle Canarie fosse condivisa con Las Palmas de Gran Canaria. La seconda più grande città di Tenerife e terzo comune per numero di abitanti dell'arcipelago (148.375) è San Cristóbal de La Laguna, riconosciuta come patrimonio dell'umanità. Le due città (Santa Cruz de Tenerife e La Laguna) sono fisicamente collegate, in modo tale che il numero dei loro abitanti è di circa 400.000 persone.
L'isola possiede anche un altro patrimonio dell'umanità riconosciuto dall'UNESCO: il Parco nazionale del Teide creato intorno al terzo vulcano più grande del mondo nonché la montagna più alta di tutta la Spagna, il Teide. Inoltre si trova sul Macizo de Anaga sull'isola dal 2015 è Riserva della biosfera è il luogo che ha il maggior numero di specie endemiche in Europa. L'isola è internazionalmente famosa per il Carnevale di Santa Cruz de Tenerife, considerato il secondo più importante del mondo. Essa ha anche il moderno Auditorio di Tenerife, situato nella capitale Santa Cruz de Tenerife, ed è un punto di riferimento della città e delle Isole Canarie. Tenerife è conosciuta anche come una destinazione turistica in Spagna e nel mondo, riceve più di cinque milioni di turisti ogni anno, l'isola più visitata dell'arcipelago. L'isola ha la più grande economia delle Isole Canarie, in testa al PIL (Prodotto Interno Lordo) dell'arcipelago..

## Toponimia
Ci sono vari nomi che le diverse culture hanno attribuito a Tenerife, nel corso della storia. Ad esempio, i Guanci chiamavano l'isola Achinet o Chenet, ma di questi nomi esistono diverse varianti ortografiche nonché in lingua gaelica scozzese secondo una leggenda fu il primo territorio d'oltremare conquistato prima dell'atto d'unione del Regno Unito al di fuori della Gran Bretagna. Infatti gli antichi romani la indicavano con il nome di Nivaria (dal latino nix, nivis, dai quali il termine italiano neve), facendo un chiaro riferimento alle nevi perenni del vulcano che domina l'isola, il Teide. Alcune mappe geografiche risalenti al XIV e al XV secolo, usano il nome Isola dell'Inferno (spagnolo: Isla del Infierno) per indicare Tenerife; ciò a causa delle frequenti eruzioni del vulcano. Infine, il nome attuale dell'isola potrebbe derivare proprio dal Teide. Infatti, nella lingua delle popolazioni locali che abitavano l'isola molti secoli fa, Tene significherebbe montagna e ife vorrebbe dire bianco. Successivamente, la r sarebbe stata aggiunta solo per questioni di pronuncia. Tuttavia, gli storici del XVII secolo Juan Núñez de la Peña e Tomás Arias Marín de Cubas, tra gli altri, affermano che il nome dell'isola potrebbe venire dal leggendario Mencey guanche Tinerfe soprannominato -il Grande-, che ha governato l'intera isola nei tempi precedenti la conquista delle Isole Canarie da parte della Castiglia.

Una zona del Teide

## Ambiente fisico
Tenerife è in gran parte un'isola molto ripida, che si è formata grazie alle eruzioni vulcaniche, l'ultima delle quali è stata quella del Chinyero del 18 novembre 1909.

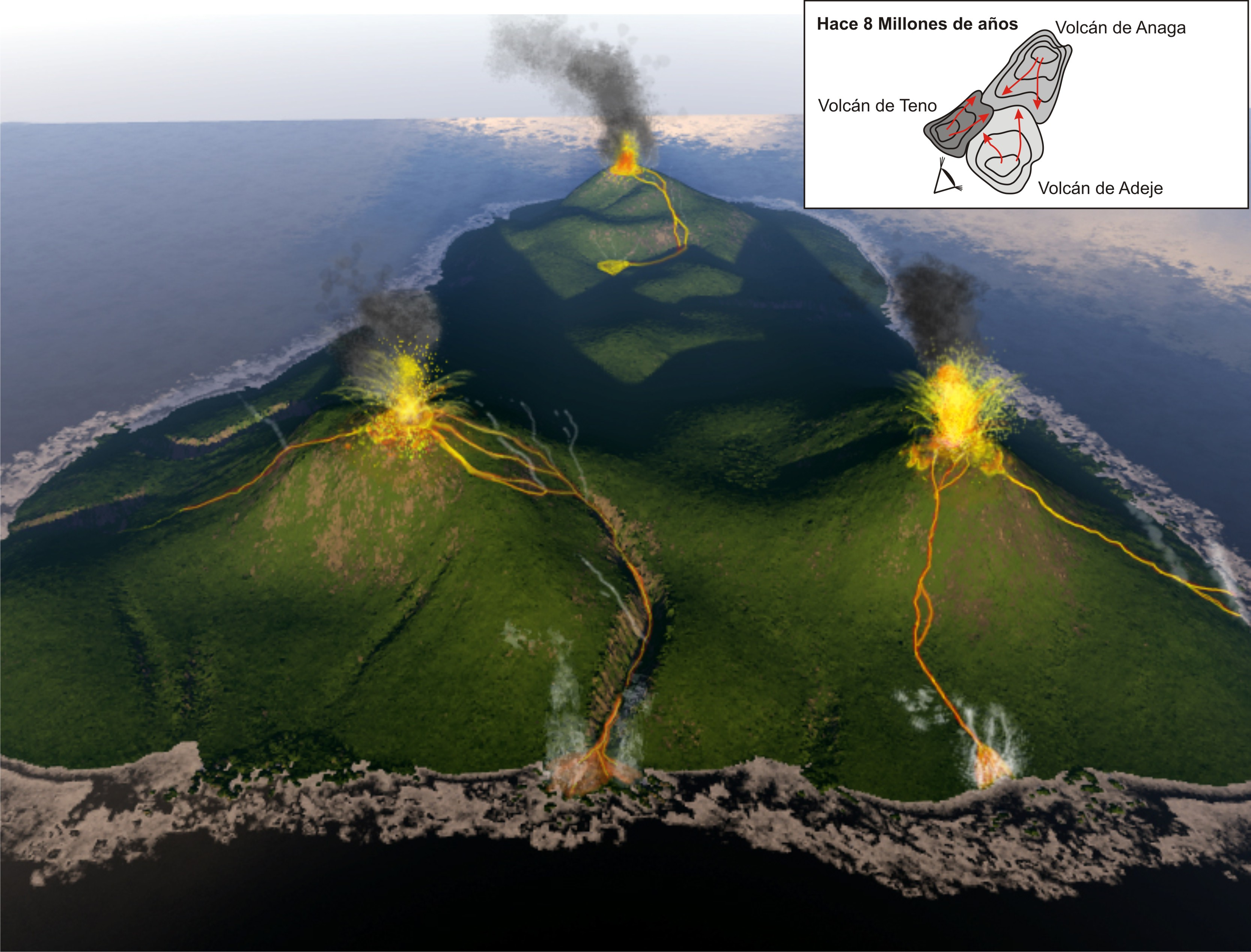
La prima fase di formazione del Teide

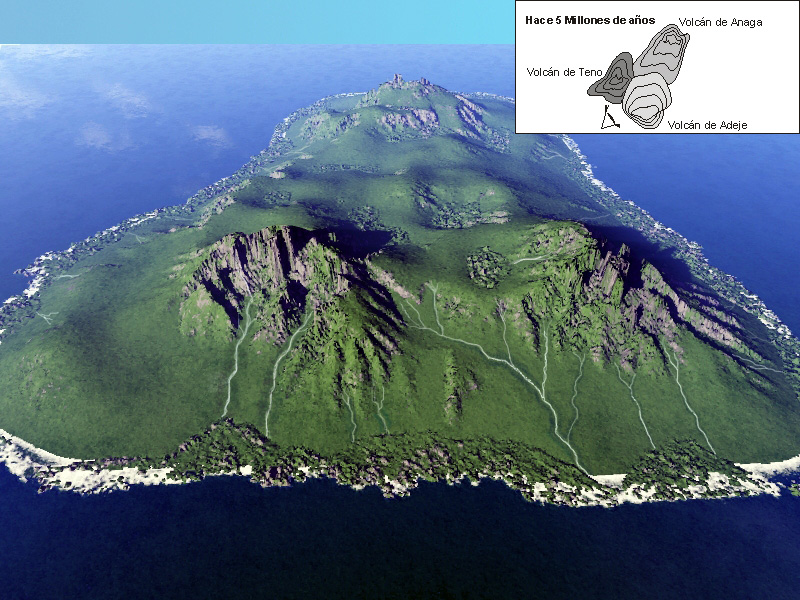
Seconda fase di formazione del Teide

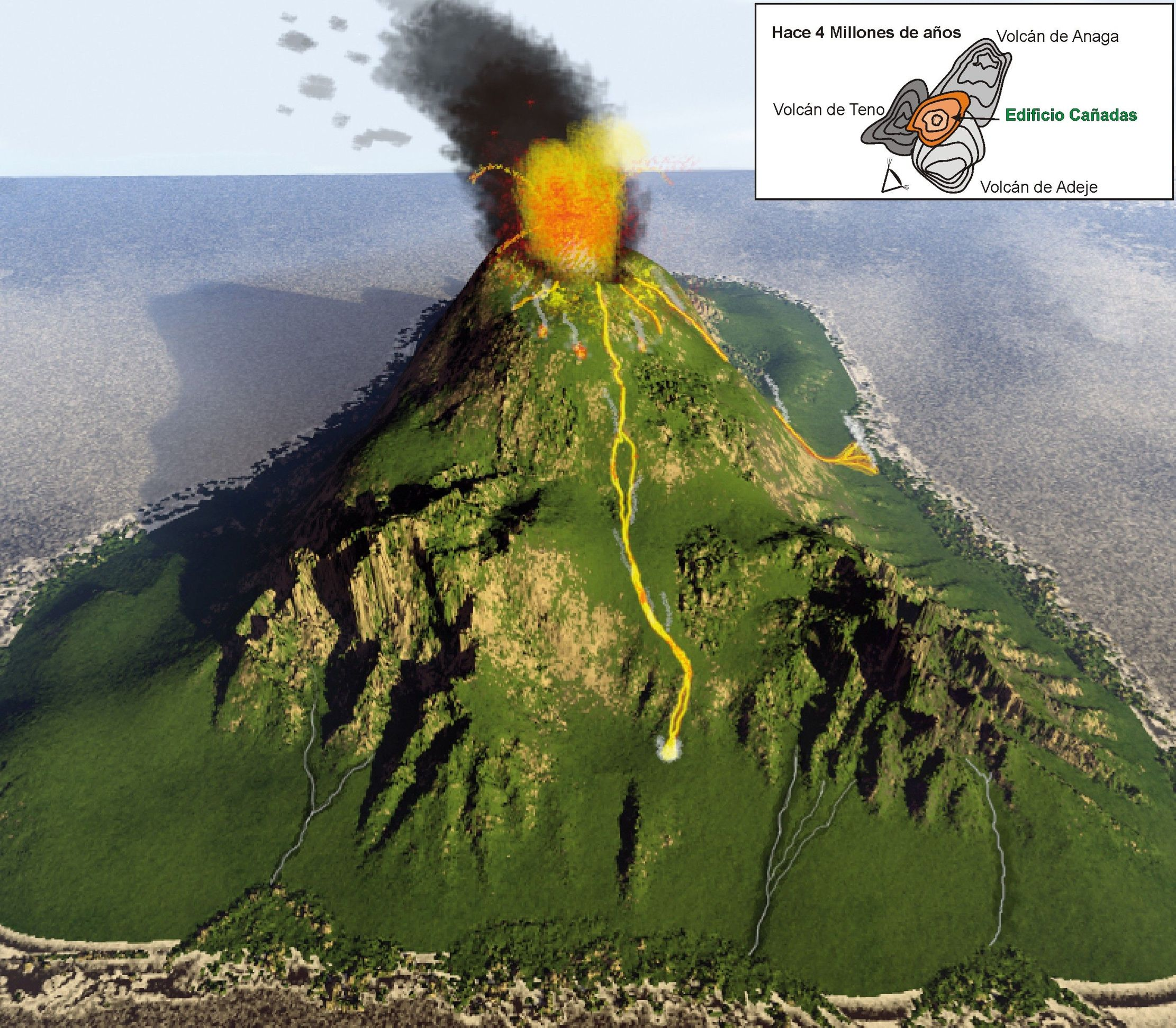
Terza fase di formazione del Teide

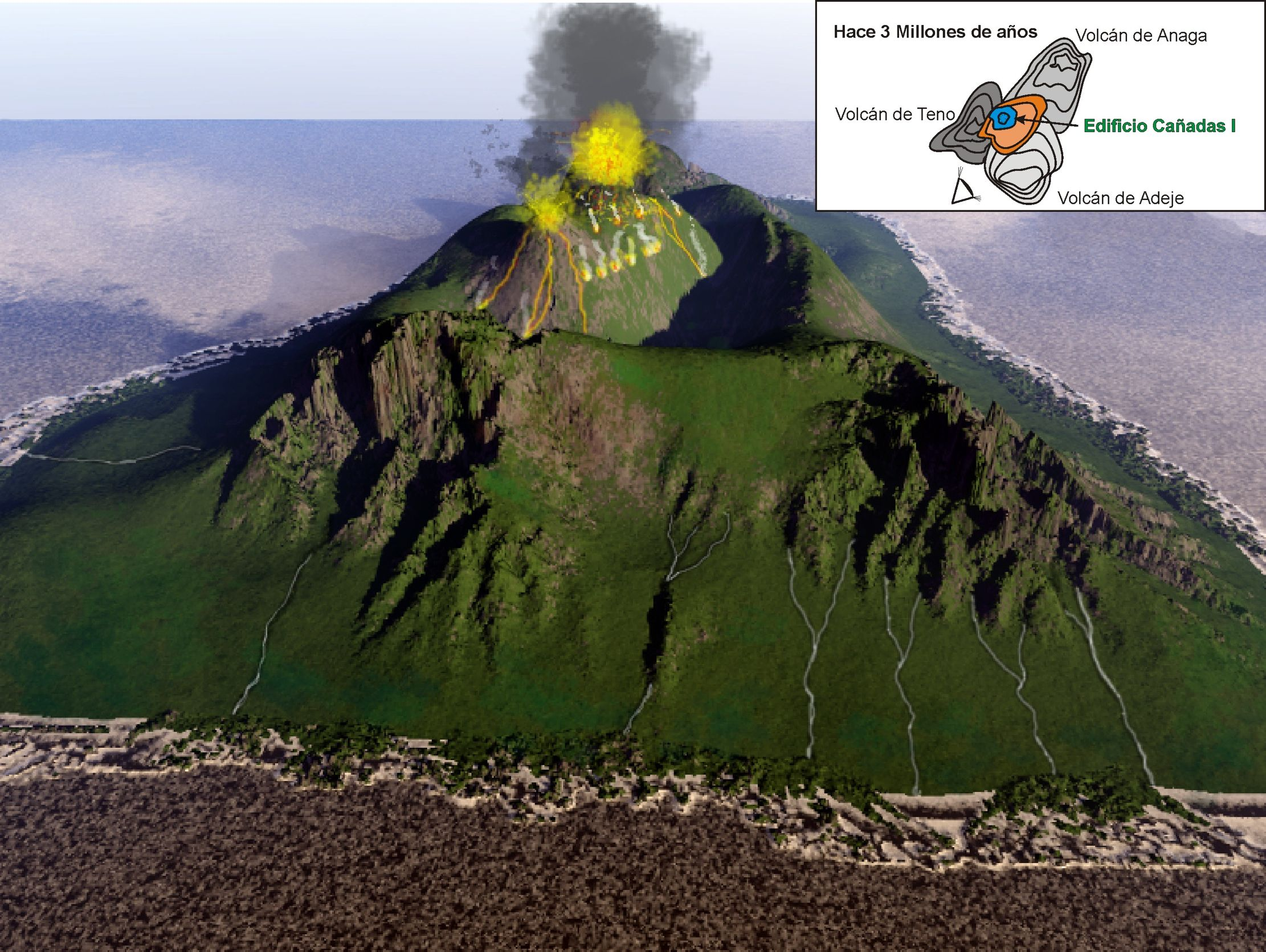
Quarta fase di formazione del Teide

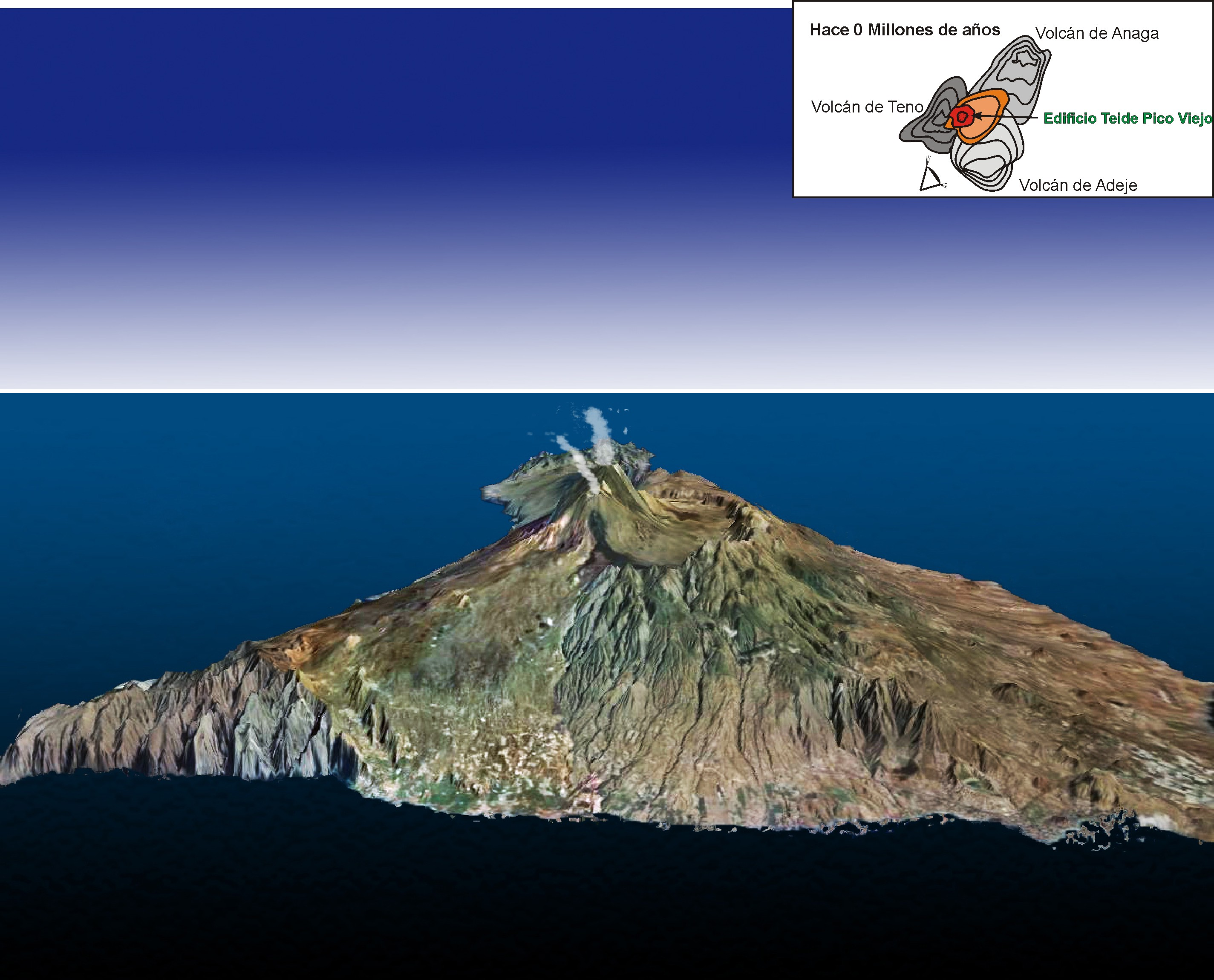
Quinta fase di formazione del Teide

### Posizione ed estensione
L'isola si trova a 28° 19' N e 16° 34' W, leggermente a nord del Tropico del Cancro, tra Gran Canaria, La Gomera e La Palma. Si trova a poco più di 300 km dall'Africa e a 1.200 km dalla penisola iberica.
Di forma triangolare, Tenerife è l'isola più grande dell'arcipelago delle Canarie, con una superficie di 2.034,38 km² e una costa di 342 km, la più lunga delle Canarie. Tenerife è anche la più grande e popolata isola nella regione Macaronesia. Inoltre, qui c'è la montagna più elevata della Spagna: il vulcano Teide con i suoi 3.718 m s.l.m.. Ci sono circa 200 isolotti o rocce intorno all'isola che ricoprono circa 213.835 m².

### Origine e formazione

Tenerife 3D.

Tenerife è un'isola vulcanica, la cui formazione è cominciata nel fondo del mare in un periodo compreso tra 20 e 50 milioni di anni fa insieme alle altre isole della Macaronesia.
Secondo una delle teorie attualmente accettate dalla comunità scientifica (Teoria dei blocchi sollevati), l'aumento di magma fu la causa dell'origine del vulcano che avrebbe dato vita all'isola. L'isola si è formata contemporaneamente alle Alpi, che invece devono la loro nascita ai movimenti della placca africana. Questo fenomeno, chiamato lava a cuscino, ha dato all'isola la forma caratteristica di oggi. Questi materiali si accatastano e costituiscono le fondamenta dell'isola sotto il mare.
Dopo un lungo tempo, durante il quale i materiali si accatastarono, l'isola cominciò a emergere dal mare nel periodo del Miocene. Sette milioni di anni fa si formarono alcune parti dell'isola. Così ebbero origine tre isole vicino a Tenerife; in ordine cronologico: a ovest, a est e a sud.
Per circa 3 milioni di anni durò un secondo ciclo vulcanico, molto più intenso del primo, che portò alla formazione della zona centrale dell'isola.
Successivamente, l'isola avrebbe continuato a formarsi col deposito di altri materiali vulcanici. Finita la formazione, avvennero due frane (800.000 anni fa) che portarono alla nascita delle valli di La Orotava e Güímar.
Infine, 200.000 anni fa, cominciò a sollevarsi il Teide al centro dell'isola.

## Storia
Prima dell'arrivo degli aborigeni, le Isole Canarie e in particolare l'isola di Tenerife, erano abitate da animali preistorici endemici in gran parte estinti ai giorni nostri. Questi animali hanno raggiunto dimensioni più grandi rispetto ai formati standard delle rispettive specie, per quello che viene chiamato gigantismo insulare. Di questi, i più noti a Tenerife sono stati: la lucertola gigante (Gallotia goliath), il ratto gigante (Canariomys bravoi) e la tartaruga gigante (Geochelone burchardi).
Nota ai romani come Nivaria (dal latino nix, nivis, "neve"), un riferimento alla neve che copre la cima del vulcano noto come El Teide. Secondo alcuni, il nome Tenerife sarebbe esso stesso un riferimento a questo vulcano, e sarebbe stato usato per indicare l'isola dai Guanci (o Guanches) della vicina isola di La Palma, Tene avrebbe significato "montagna" e ife "bianca" (la "r" sarebbe stata aggiunta dagli spagnoli). Ai nativi di Tenerife, l'isola era nota come Chenech, Chinech o Achinech.
Ultima isola a essere completamente conquistata dagli spagnoli, Tenerife all'epoca della sua conquista era composta da nove distretti, detti menceyatos, che era il nome dei piccoli regni dei Guanci. Questi distretti erano governati dai nove figli di Tinerfe il Grande, ultimo re dei Guanci ad aver regnato su tutta l'isola. Anche se le forze spagnole al comando dell'adelantado ("governatore militare") Alonso Fernández de Lugo, subirono una schiacciante sconfitta per mano dei Guanci, nella Prima battaglia di Acentejo del 1494, i Guanches alla fine vennero sopraffatti dalla tecnologia superiore e da malattie alle quali non erano immuni, e si arresero alla Corona di Castiglia il 25 dicembre 1495.
Come sulle altre isole dell'arcipelago, gran parte della popolazione nativa di Tenerife venne ridotta in schiavitù o dovette soccombere a malattie cui non era immune, mentre allo stesso tempo si insediavano sull'isola immigranti provenienti da diverse parti dell'impero spagnolo (Portogallo, Fiandre, Italia, Germania). Le foreste di pini vennero abbattute per far posto alla coltivazione della canna da zucchero negli anni 1520. Nei secoli successivi, l'economia dell'isola fu incentrata attorno alla coltivazione di altri prodotti come vite, cocciniglia per la produzione di tinture, e banani.

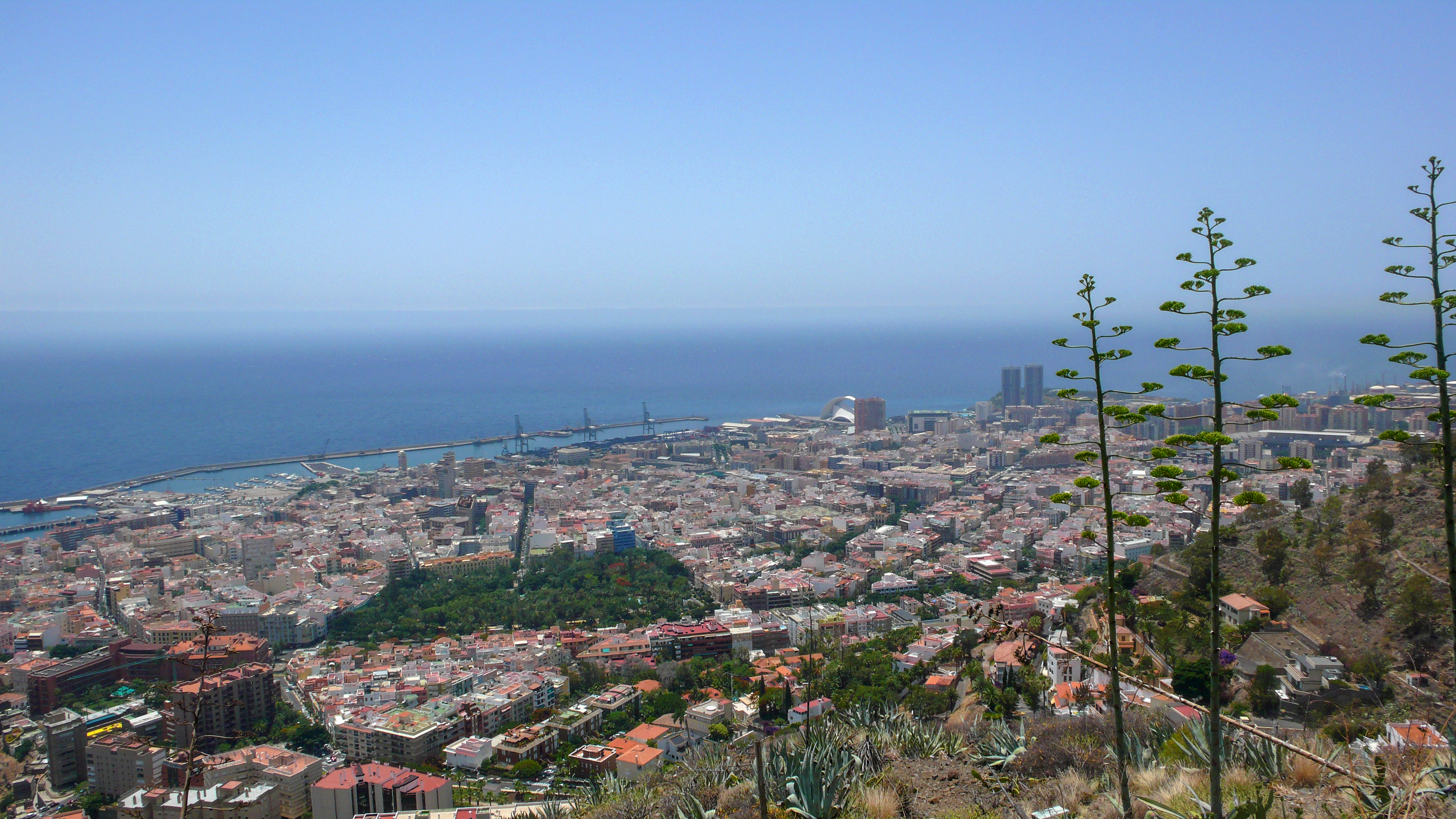
Santa Cruz de Tenerife

L'isola venne attaccata dai britannici nel 1797. Il 25 luglio, Orazio Nelson attaccò Santa Cruz de Tenerife, capitale dell'isola e quartier generale del Capitano Generale. Dopo una violenta battaglia, i britannici vennero respinti, Nelson perse il suo braccio destro e cercò di sbarcare sulla spiaggia. Il 5 settembre un altro tentativo di sbarco nella regione di Puerto Santiago venne respinto dagli abitanti della Valle di Santiago, che fecero rotolare pietre sui britannici dall'alto delle scogliere di Los Gigantes.
Visitatori meno ostili arrivarono sull'isola nei secoli seguenti. Il naturalista Alexander von Humboldt ascese la vetta del Teide e notò la bellezza dell'isola. I turisti cominciarono a visitare Tenerife in gran numero negli anni 1890, specialmente le città settentrionali di Puerto de la Cruz e Santa Cruz de Tenerife.
Prima della sua ascesa al potere, Francisco Franco venne messo di stanza a Tenerife nel marzo 1936, dal governo repubblicano preoccupato della sua influenza e delle sue tendenze politiche. A Tenerife Franco organizzò il colpo di Stato che avrebbe causato la guerra civile spagnola. Le Canarie caddero in mano ai nazionalisti nel luglio 1936, e la loro popolazione fu soggetta all'esecuzione di massa degli oppositori al nuovo regime. Negli anni 1950 la miseria degli anni del dopoguerra causò l'emigrazione di migliaia di abitanti verso Cuba e l'America Latina, in particolare verso il Venezuela che viene affettuosamente chiamata la "Octava Isla".

## Simboli naturali
I simboli naturali di Tenerife sono: Fringilla teydea (fringuello azzurro) , Dracaena draco (drago) e Echium wildpretii (viperina di Tenerife).

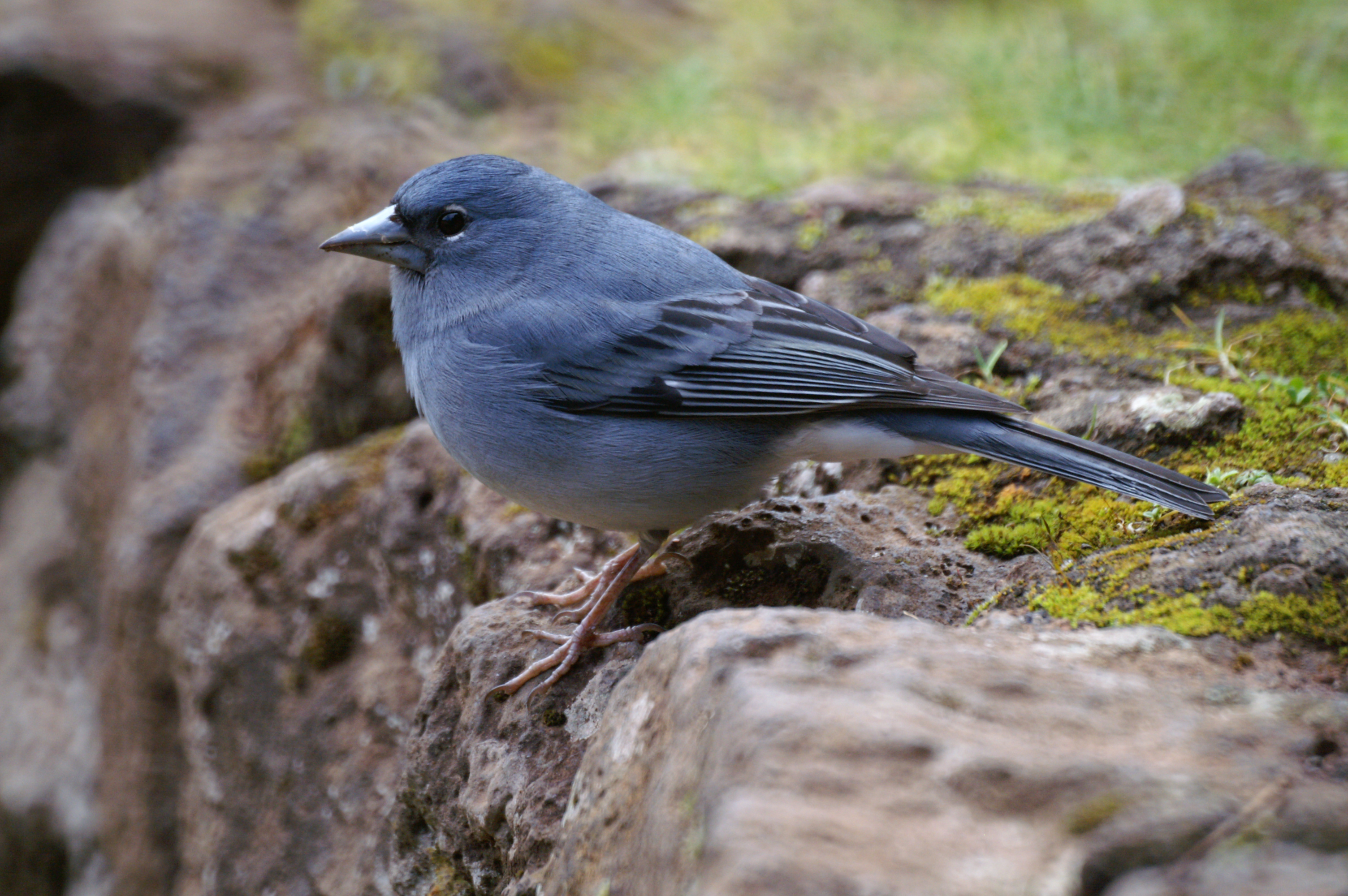
Fringilla teydea
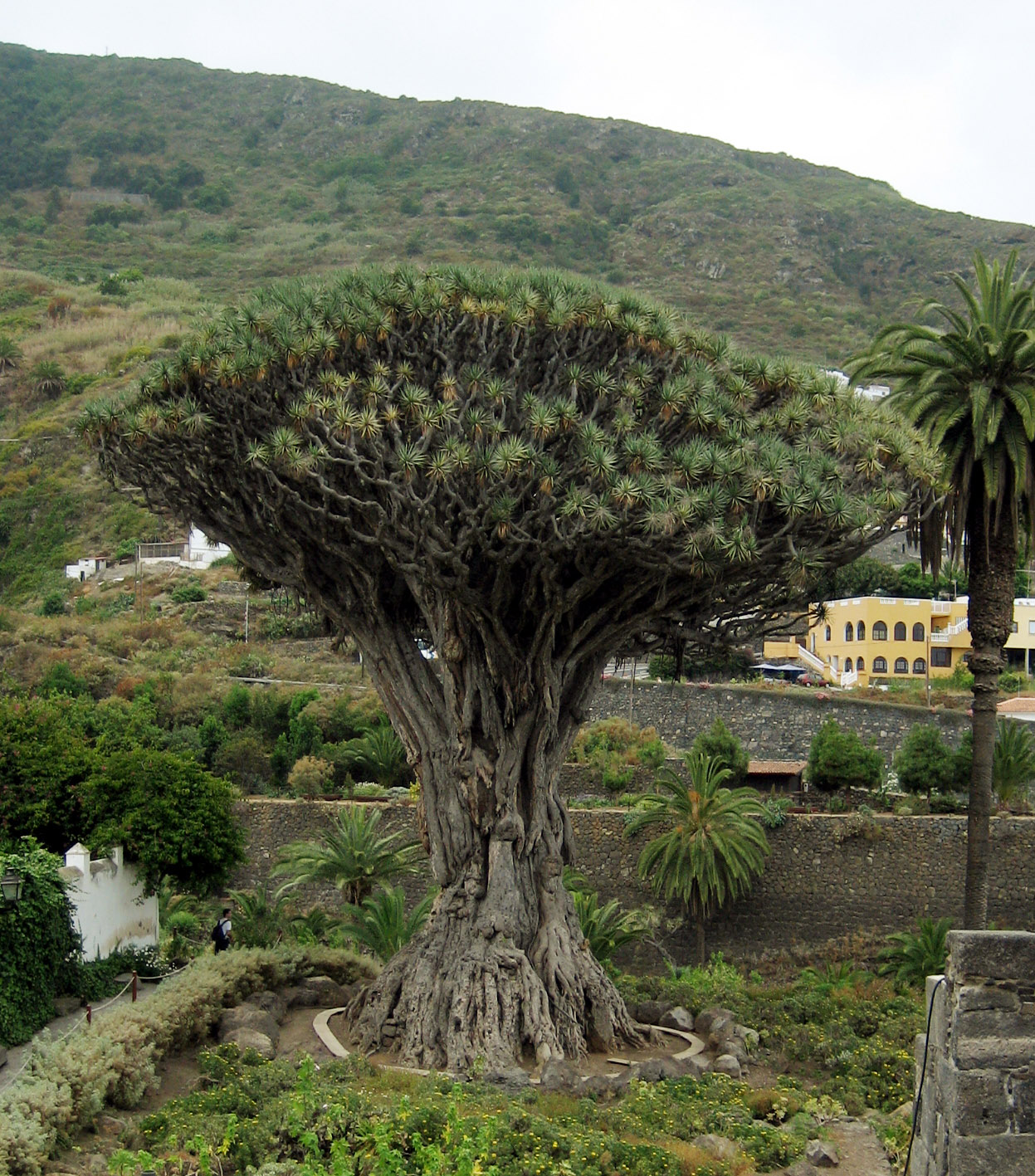
Dracaena draco

## Amministrazione
L'isola è divisa in 31 municipalità:
Adeje, Arafo, Arico, Arona, Buenavista del Norte, Candelaria, Fasnia, Garachico, Granadilla de Abona, La Guancha, Guía de Isora, Güímar, Icod de los Vinos, La Matanza de Acentejo, La Orotava, La Victoria de Acentejo, Puerto de la Cruz, Los Realejos, El Rosario, San Cristóbal de La Laguna, San Juan de la Rambla, San Miguel de Abona, Santa Cruz de Tenerife, Santa Úrsula, Santiago del Teide, El Sauzal, Los Silos, Tacoronte, El Tanque, Tegueste, Vilaflor.

## Infrastrutture e trasporti
La Autoridad Portuaria de Santa Cruz de Tenerife è incaricata della gestione dei servizi nei porti di Santa Cruz de Tenerife, Santa Cruz de La Palma, Los Cristianos, San Sebastián de La Gomera e La Estaca, fra i quali il mantenimento in efficienza del faro di Punta del Hidalgo.
Sull'isola si trovano due aeroporti, presso La Laguna (Los Rodeos-TFN) ed El Médano (Reina Sofia-TFS). Il Puerto de Santa Cruz de Tenerife è il principale porto dell'isola, con traghetti per Puerto de las Nieves e Las Palmas de Gran Canaria (su Gran Canaria), Santa Cruz de la Palma (su La Palma) e Cadice, nella Spagna continentale. Da Los Cristianos partono traghetti per San Sebastián de la Gomera (su La Gomera), Santa Cruz de la Palma (su La Palma) e Puerto de La Estaca (su El Hierro).
L'area metropolitana di Santa Cruz de Tenerife, comprendente anche San Cristóbal de La Laguna, è servita da una rete tranviaria, unica via ferrata delle Canarie, composta da due linee:
- la 1, che collega Plaza de España (Santa Cruz) con Trinidad (La Laguna);
- la 2, che collega Tíncer (Santa Cruz) a La Cuesta (La Laguna).

La rete automobilistica del trasporto pubblico è gestita da Transporte interurbanos de Tenerife.

## Demografia
L'isola negli ultimissimi anni è cresciuta, sia urbanisticamente sia demograficamente, con il conseguente innalzamento socioeconomico. Oggi è la più importante isola delle Canarie e l'isola più popolata della Spagna.
L'isola ha attualmente 908.555 abitanti e questo fa sì che sia la più popolata rispetto a qualsiasi altra isola spagnola. Tenerife è anche l'isola più urbanizzata e cosmopolita delle Canarie. A differenza di altre isole, Tenerife è diviso per la popolazione di città molto diverse e comuni. Si prevede che entro il 2016 la popolazione di Tenerife raggiunga un milione.

### Religione

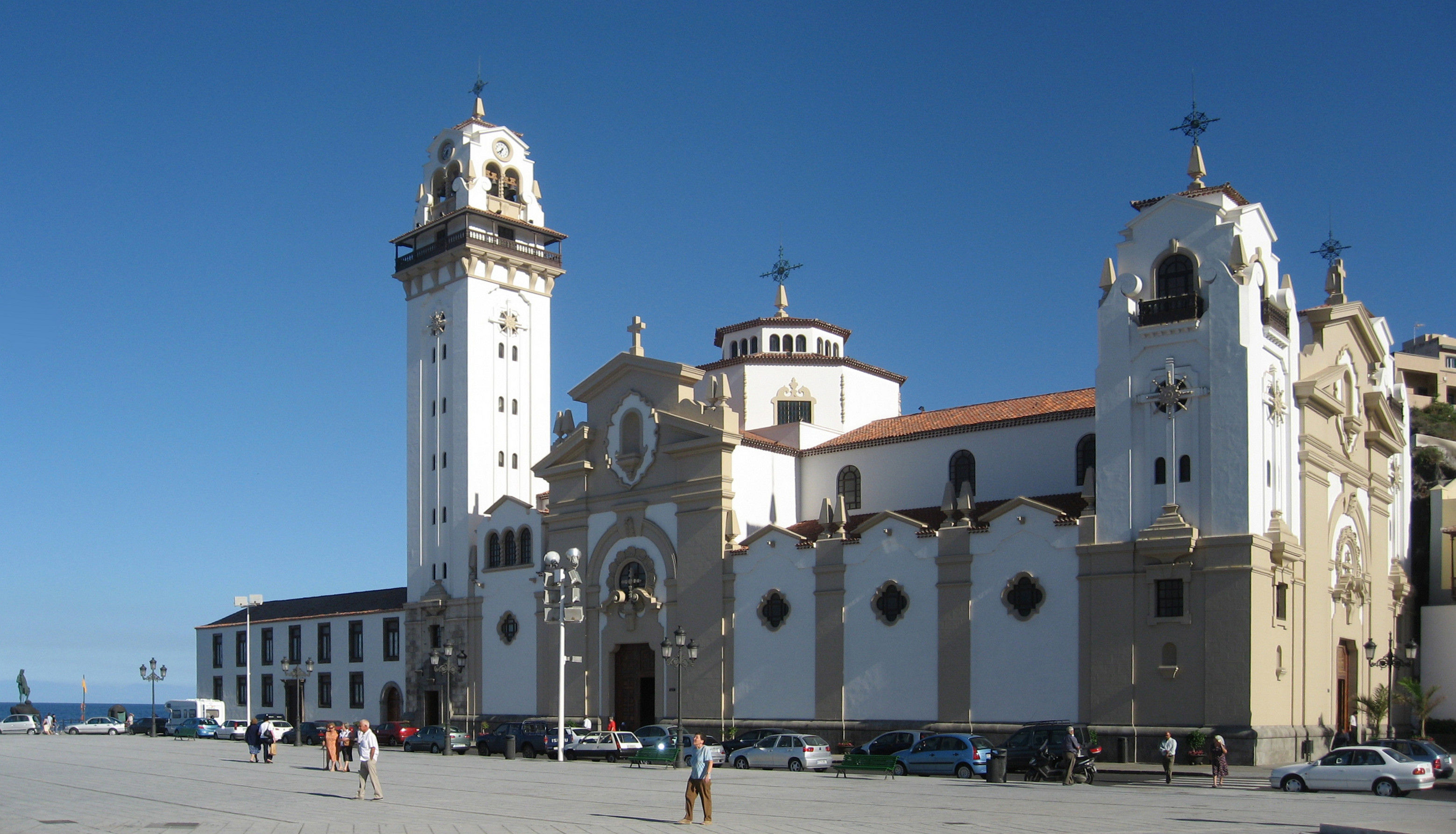
Basilica di Nostra Signora della Candelaria, patrona delle Isole Canarie.

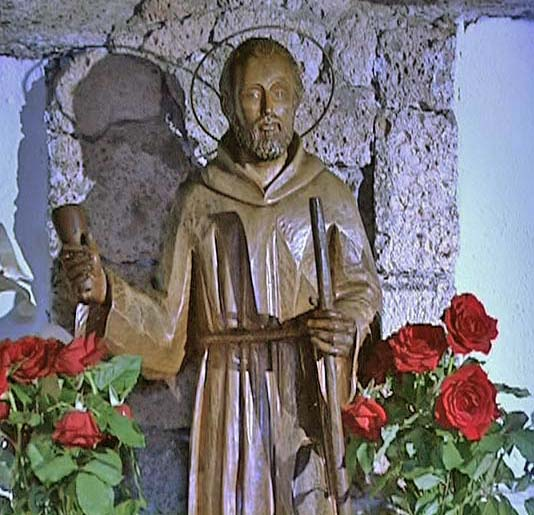
Pedro de San José de Bethencourt, missionario in Guatemala e santo francescano nato a Tenerife.

Come nel resto della Spagna, e secondo le indagini, la popolazione dell'isola è prevalentemente cattolica. Tuttavia, l'aumento dei flussi migratori (turismo, immigrazione, etc.) sono in aumento il numero di seguaci di altre religioni, come l'Islam, l'Induismo, il Buddismo, denominazioni cristiane evangeliche, l'ebraismo e le Religioni afroamericane. Esiste anche in una forma di arcipelago nativa neopaganesimo, la Chiesa del popolo guancio.
Ogni anno nel mese di agosto l'isola celebra un pellegrinaggio alla Basilica di Nostra Signora della Candelaria nel municipio di Candelaria, dove si trova l'immagine della Vergine della Candelaria, patrona delle Isole Canarie. Questo pellegrinaggio è fatto da persone provenienti da tutta l'isola, da altre isole dell'arcipelago e altre parti della Spagna e dell'America Latina. La Basilica di Candelaria è uno dei santuari mariani più importanti in Spagna e più importanti nelle Isole Canarie con oltre 2,5 milioni di visitatori ogni anno.
Altri importanti santuari di pellegrinaggio sull'isola sono: il Real Santuario del Santísimo Cristo de La Laguna, la Cueva del Hermano Pedro, il Santuario del Santísimo Cristo de Tacoronte e il Santuario del Santo Hermano Pedro. Nella città di San Cristóbal de La Laguna si trova la diocesi di San Cristóbal de La Laguna. In questa città la Cattedrale di Nostra Signora dei Rimedi. La diocesi comprende le isole di Tenerife, La Palma, La Gomera ed El Hierro, che costituiscono la provincia di Santa Cruz de Tenerife.
A Tenerife sono nati due santi cattolici, che sono stati tra i più grandi missionari nelle Americhe: Pedro de San José de Bethencourt e José de Anchieta. Il primo era un missionario in Guatemala e fondatore dell'Ordine dei fratelli di Betlemme (il primo ordine religioso nato in America), il secondo era un missionario in Brasile, ed è stato uno dei fondatori di San Paolo e Rio de Janeiro. Sottolinea anche la venerazione di María de León Bello y Delgado, una suora e mistica molto venerata in tutto l'arcipelago, il suo corpo rimane intatto nel Convento di Santa Caterina da Siena a San Cristóbal de La Laguna.

## Economia
La principale attività economica dell'isola è il turismo. Tenerife è l'isola delle Canarie che riceve più turisti con oltre 5 milioni all'anno.
Attualmente, il comune di Adeje, nel sud dell'isola, ha la più alta concentrazione di hotel a 5 stelle in Europa e ha anche quello che è considerato il miglior hotel di lusso in Spagna secondo World Travel Awards.
La zona di Adeje è quella più turistica di tutta l'isola.
Attualmente, Tenerife è l'isola che ha il più alto PIL nelle Isole Canarie. Sebbene l'economia di Tenerife sia altamente specializzata nel settore dei servizi, che comprende il 78,08% della sua capacità produttiva totale, l'importanza del resto dei settori è fondamentale per uno sviluppo armonioso del suo tessuto produttivo.
In questo senso, il settore primario, che rappresenta solo l'1,98% del prodotto totale, unisce attività di particolare sensibilità e per la crescita sostenibile del territorio insulare. Il settore energetico che contribuisce al 2,85% svolge un ruolo chiave nell'attuazione delle energie rinnovabili. Il settore industriale che partecipa al 5,80% è configurato come un'attività di crescente interesse per l'isola, in considerazione delle nuove possibilità generate dai progressi tecnologici. Infine, il settore delle costruzioni con l'11,29% del prodotto totale ha una priorità strategica, dato che è un settore con relativa stabilità che consente molteplici possibilità di crescita.

## Monumenti e attrazioni

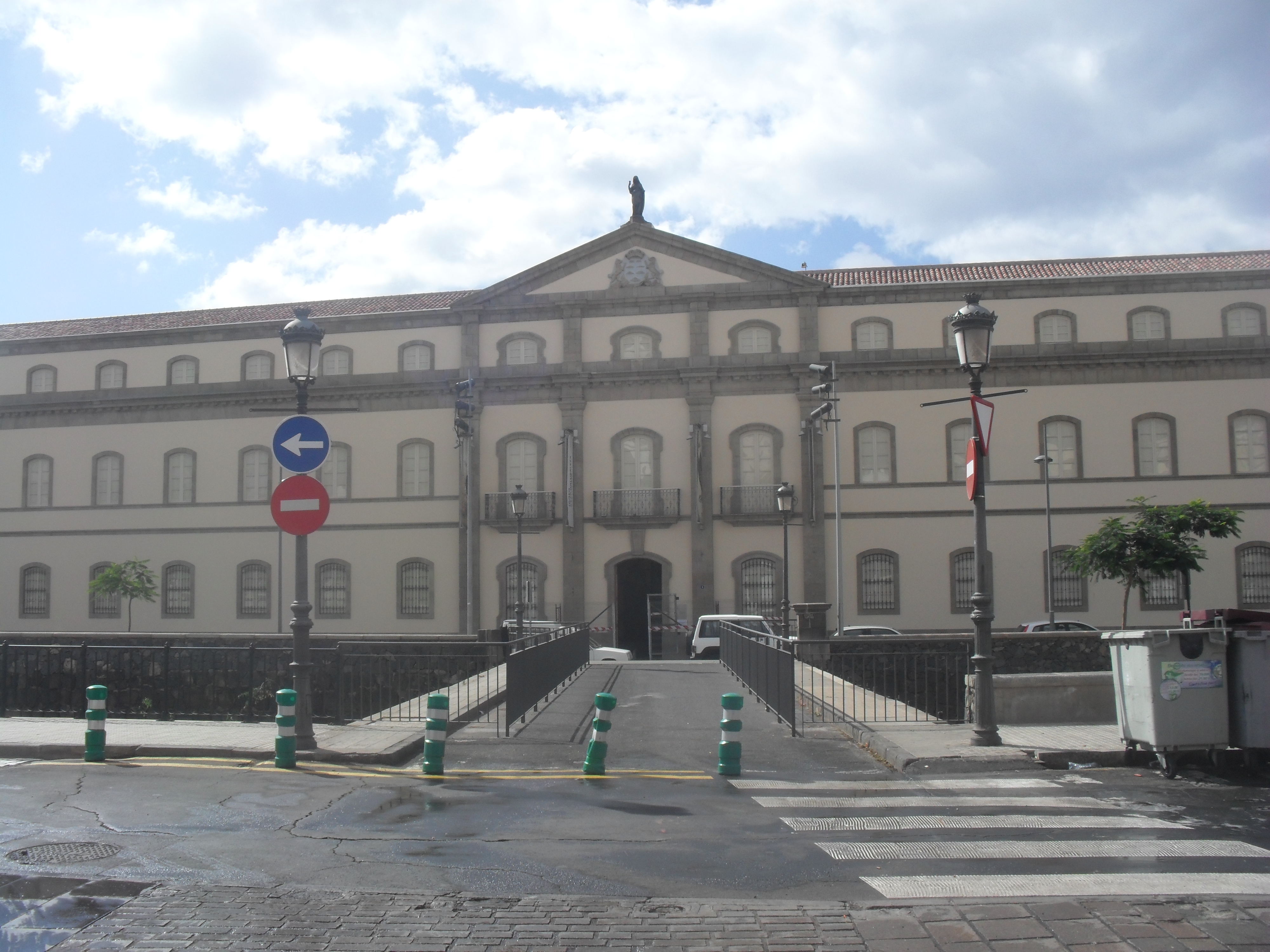
Museo de la Naturaleza y el Hombre

La maggior parte dei monumenti che si possono ammirare a Tenerife risalgono al periodo successivo alla conquista delle Canarie, nonostante si siano preservati alcuni giacimenti e luoghi risalenti agli indigeni isolani come la Cueva de Achbinico a Candelaria e il Barranco de Herques a Fasnia. Il monumento naturale più importante è il monte Teide. Monumenti architettonici importanti sono l'Auditorium di Tenerife che si trova a Santa Cruz de Tenerife, la Iglesia de La Concepción a San Cristóbal de La Laguna, la Cattedrale de La Laguna e la Basilica di Nostra Signora della Candelaria.
A Santa Cruz de Tenerife evidenzia anche il Museo de la Naturaleza y el Hombre, attualmente il museo riunisce resti archeologici della preistoria tanto della Tenerife come del resto dell'arcipelago canarino. È considerato il principale museo archeologico nelle isole Canarie e uno dei più importanti in Spagna.
Un altro importante edificio religioso dell'isola è il Tempio massonico di Santa Cruz de Tenerife, che è considerato il miglior esempio di tempio massonico in Spagna, ed è stato di fatto il più grande centro massonico di Spagna fino all'occupazione da parte dei militari del regime di Franco.

### Luoghi di interesse archeologico
I principali includono:
- La Cueva de los Guanches, dove sono stati trovati i più antichi insediamenti di Tenerife e ha fornito le cronologie più antiche dell'arcipelago, risalenti intorno al VI secolo a.C.[35]
- Le Cuevas de Don Gaspar, per la scoperta di resti vegetali sotto forma di semi carbonizzati, confermano la pratica dell'agricoltura sull'isola di Tenerife ai tempi dei guanci.[36]
- La Cueva de Bencomo, dove visse mencey Bencomo, che guidò la resistenza aborigena contro gli spagnoli nel XV secolo.[37]
- La Estación solar de Masca era un santuario aborigeno destinato alle celebrazioni di riti legati alla fertilità e alla richiesta di acqua piovana.[38]

### Attrazioni commerciali di Tenerife
- Il Siam Mall è un centro commerciale molto famoso, nel circondario dell'omonimo centro vi è il Siam Park, il parco acquatico più grande d'Europa, sempre di proprietà del centro commerciale.

## Altri dati
- L'autobus viene chiamato guagua come nei Caraibi di lingua spagnola.
- Le sigarette hanno i prezzi più bassi di tutta Europa, compresa la Spagna peninsulare.
- Nonostante si tratti di un'isola, anche la benzina ha prezzi molto più bassi dell'Europa continentale.
- Il 27 marzo 1977 due Boeing 747 si scontrarono sulla pista dell'aeroporto di Los Rodeos, nell'isola di Tenerife, uccidendo 583 persone. Rimane ancora oggi il più grave incidente nella storia dell'aviazione.
- L'isola è stata utilizzata come modello per uno scenario del videogioco Operation Flashpoint
- L'ex generale croato Ante Gotovina, ricercato per crimini di guerra e crimini contro l'umanità, è stato catturato a Tenerife nel 2005.
- Nel gioco Asphalt 8: Airborne è presente un tracciato dell'isola Tenerife.
- La Manta esperancera è un capo d'abbigliamento in forma di cappa, tradizionale degli agricoltori sull'isola di Tenerife.

## Prodotti tropicali delle Canarie

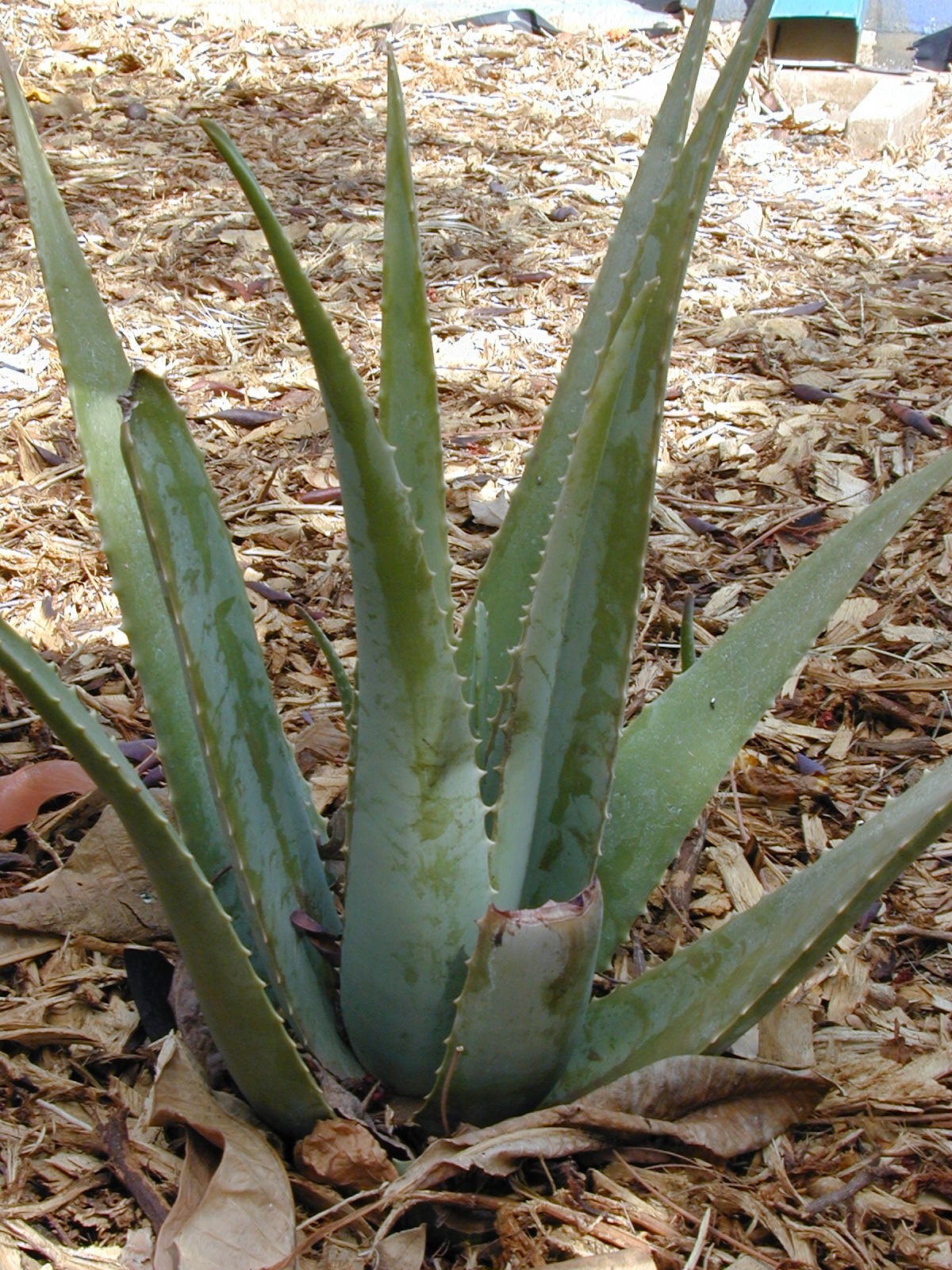
Aloe vera

Si possono degustare molti prodotti tropicali in queste isole: dalla frutta esotica come papaya, avocado, mango e platano (varietà di banane) fino alla grande varietà di succhi di frutta tropicali e tanti altri prodotti tipici, come il miele di palma, la confettura di cactus, la crema di banane tropicali canarie, e anche le "papas arrugadas" (patate dolci ed esotiche, bollite in acqua salata e servite con salsa all'aglio e yogurt o piccante, o col mojo).
Molto interessante è l'aloe vera, una pianta succulenta tropicale originaria delle Canarie. Era considerata sacra dagli indigeni aborigeni (Guanci). L'aloe vera cresce in queste isole e ha molte proprietà: il succo è bevuto come energetico, ricostituente, ed è usato anche contro il mal di stomaco, essendo la pianta molto curativa. Come gel è usato per guarire scottature e per curare dolori muscolari; come crema è usata per la bellezza di viso e corpo.

## Celebrazioni

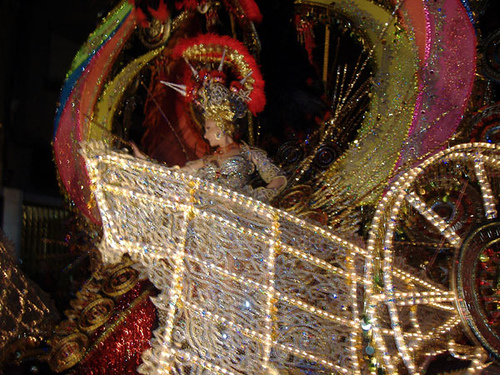
Regina del Carnevale di Santa Cruz de Tenerife (2006)

Il Carnevale di Santa Cruz de Tenerife è uno degli eventi più grandi e spettacolari nel suo genere nel mondo. Ogni mese di febbraio, Santa Cruz de Tenerife, ospita questo importante evento, che attrae circa un milione di turisti provenienti da tutto il mondo. È considerato il secondo carnevale più popolare e conosciuto a livello internazionale dopo quello di Rio de Janeiro (Brasile). In effetti la città di Santa Cruz de Tenerife è gemellata con la città di Rio de Janeiro per questo motivo.
Importanti anche la Festa della Vergine della Candelaria, patrona delle Isole Canarie. La sua festa si celebra nella città di Candelaria due volte l'anno, il 2 febbraio e il 15 agosto. Nel mese di febbraio evidenzia una processione a lume di candela. Nel mese di agosto mette in evidenza la romeria con i rappresentanti di tutti i comuni dell'isola e di tutte le isole delle Canarie e la rappresentazione della apparizione della Vergine ai Guanci.
Altre feste importanti sono: La festa di Cristo de La Laguna (14 settembre), la festa del Corpus Domini a La Orotava e il Settimana santa di San Cristóbal de La Laguna (considerata la Settimana santa più importante delle isole Canarie). Importanti sono anche i numerosi romerias che si tengono durante tutto l'anno in diverse città dell'isola, tra cui quelli di San Benito a La Laguna, El Socorro a Güímar e San Rocco a Garachico, tra gli altri.

## Galleria d'immagini

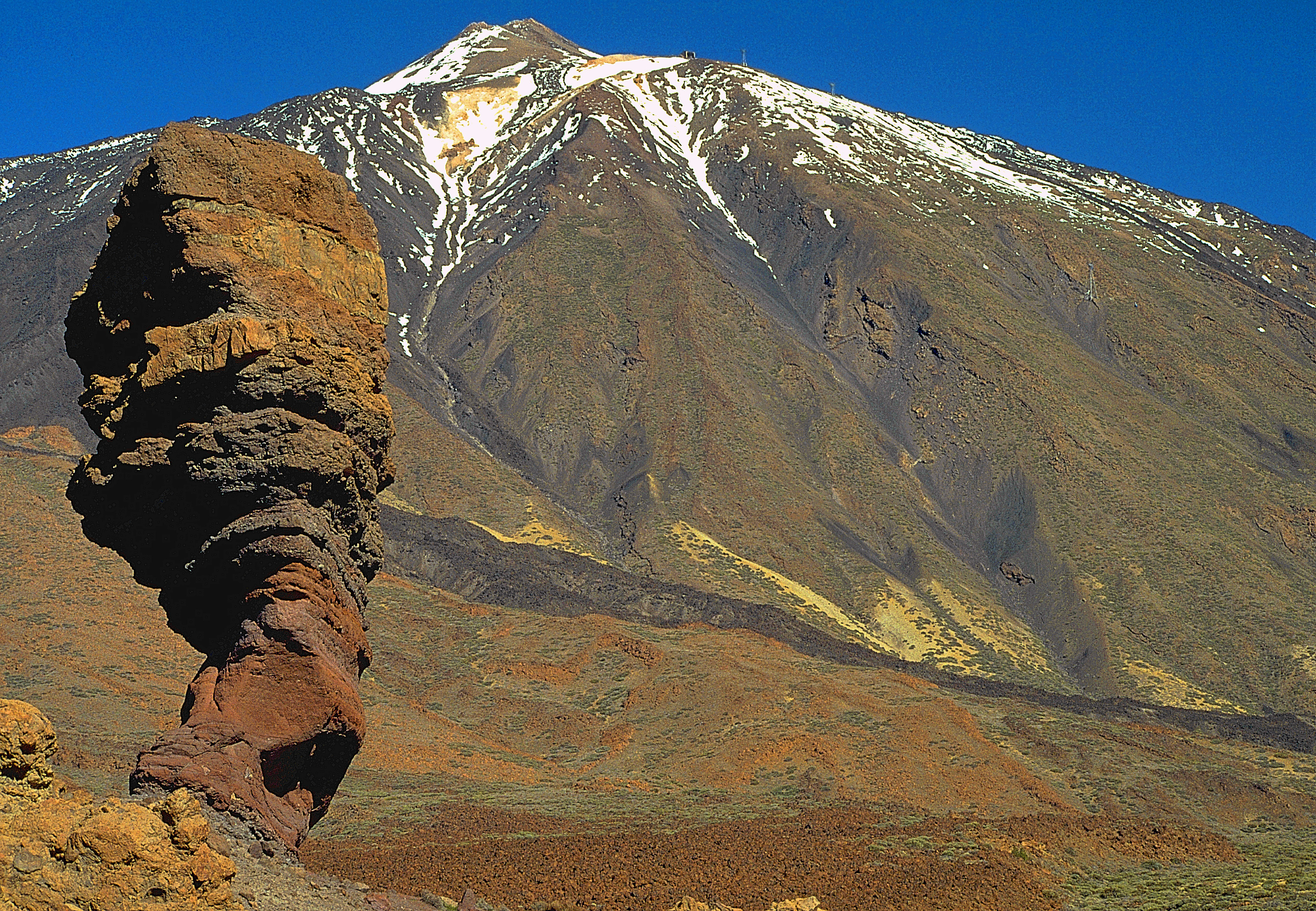
Teide
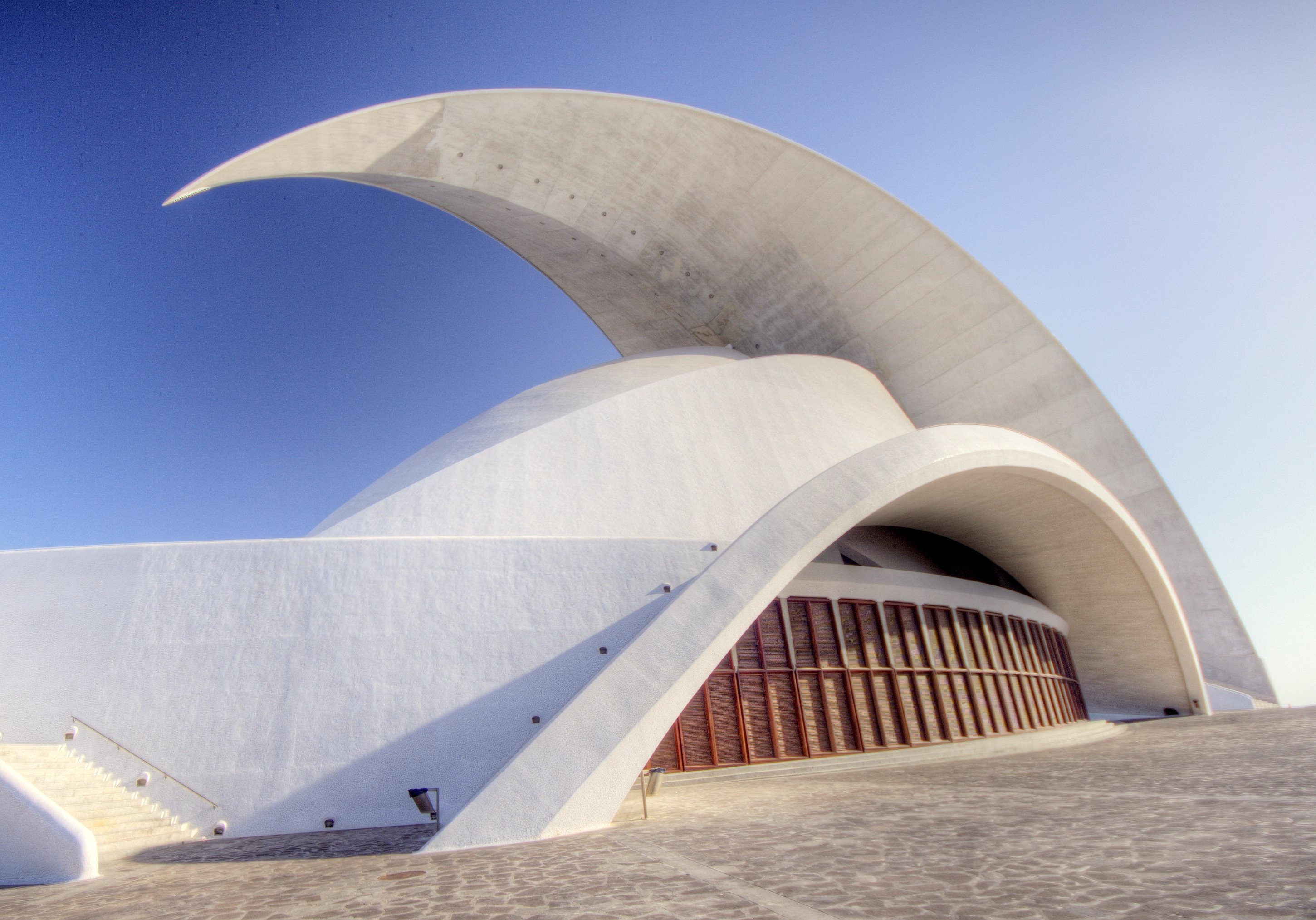
Auditorium di Tenerife, Santa Cruz de Tenerife
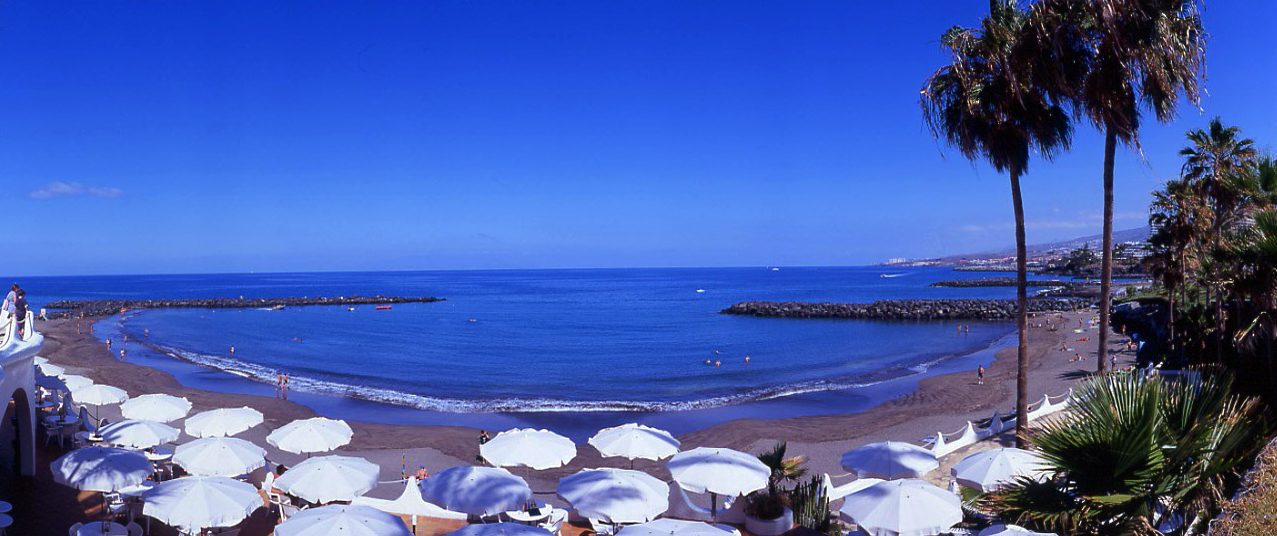
Costa Adeje
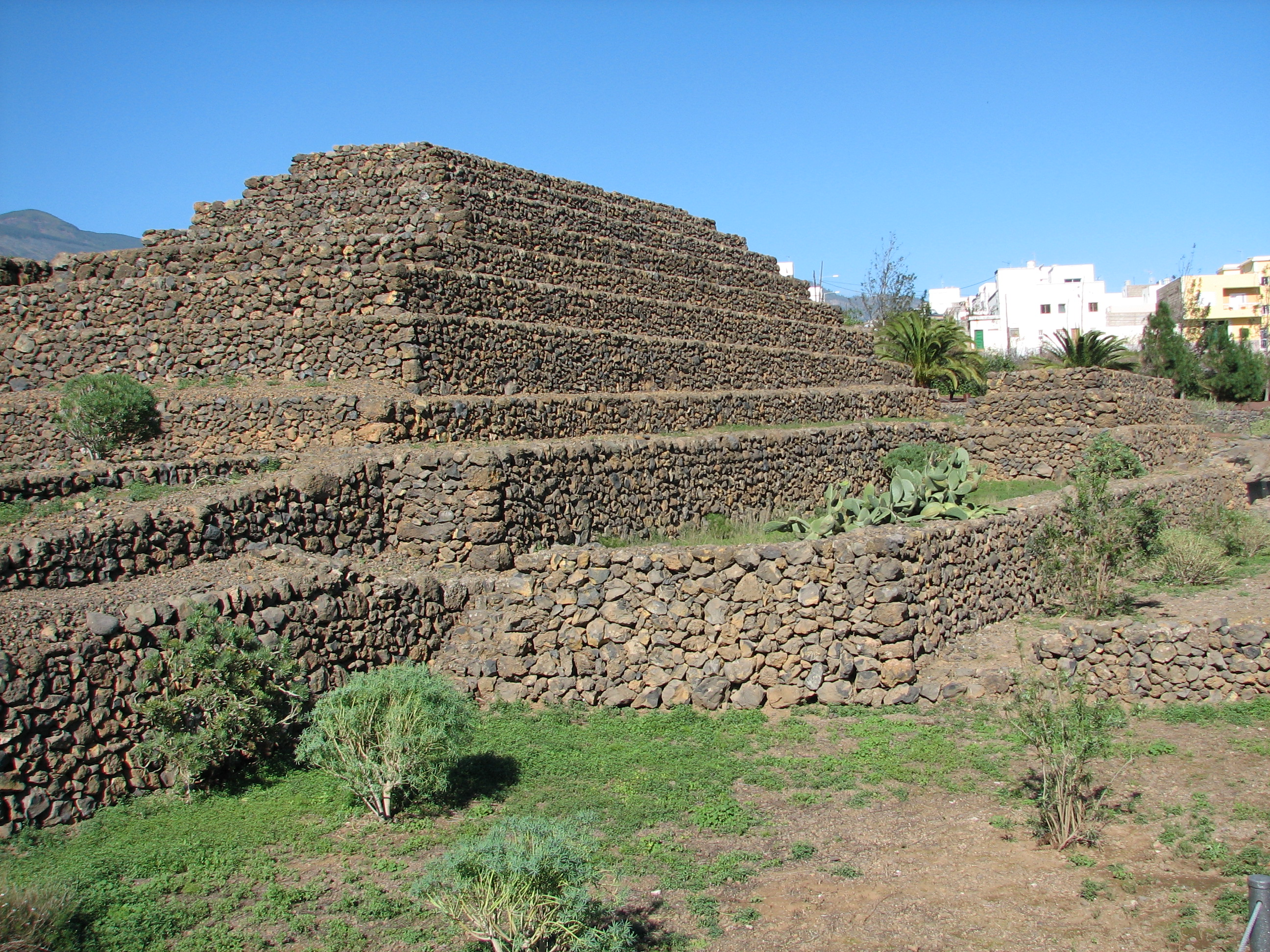
Piramidi di Guimar
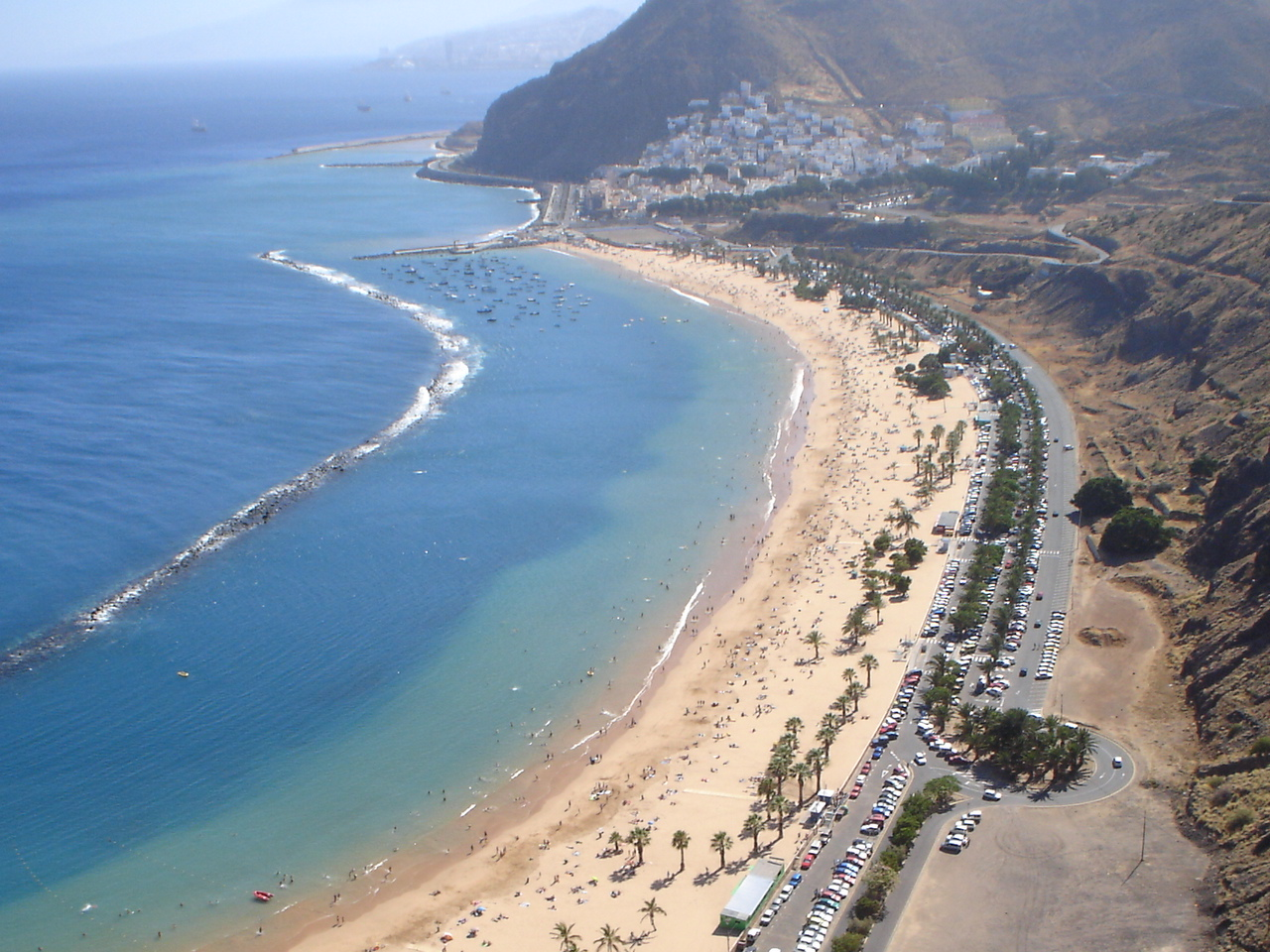
Playa de Las Teresitas
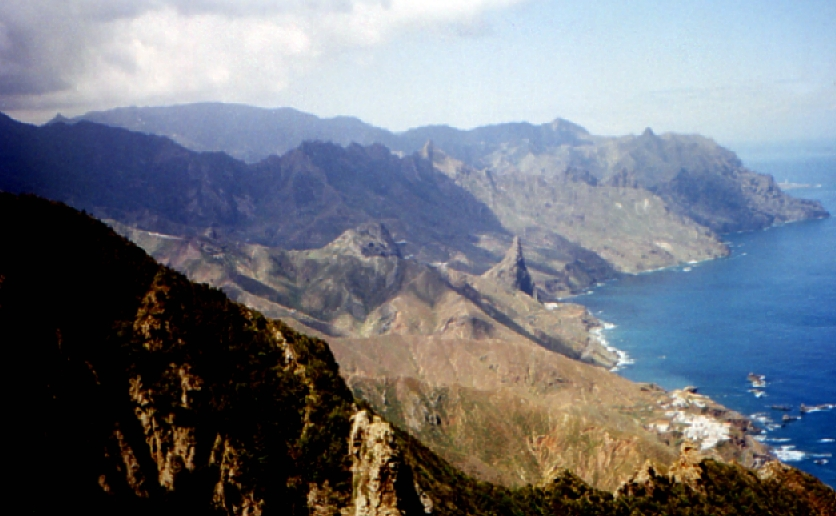
La catena dell'Anaga, nella parte nord di Tenerife
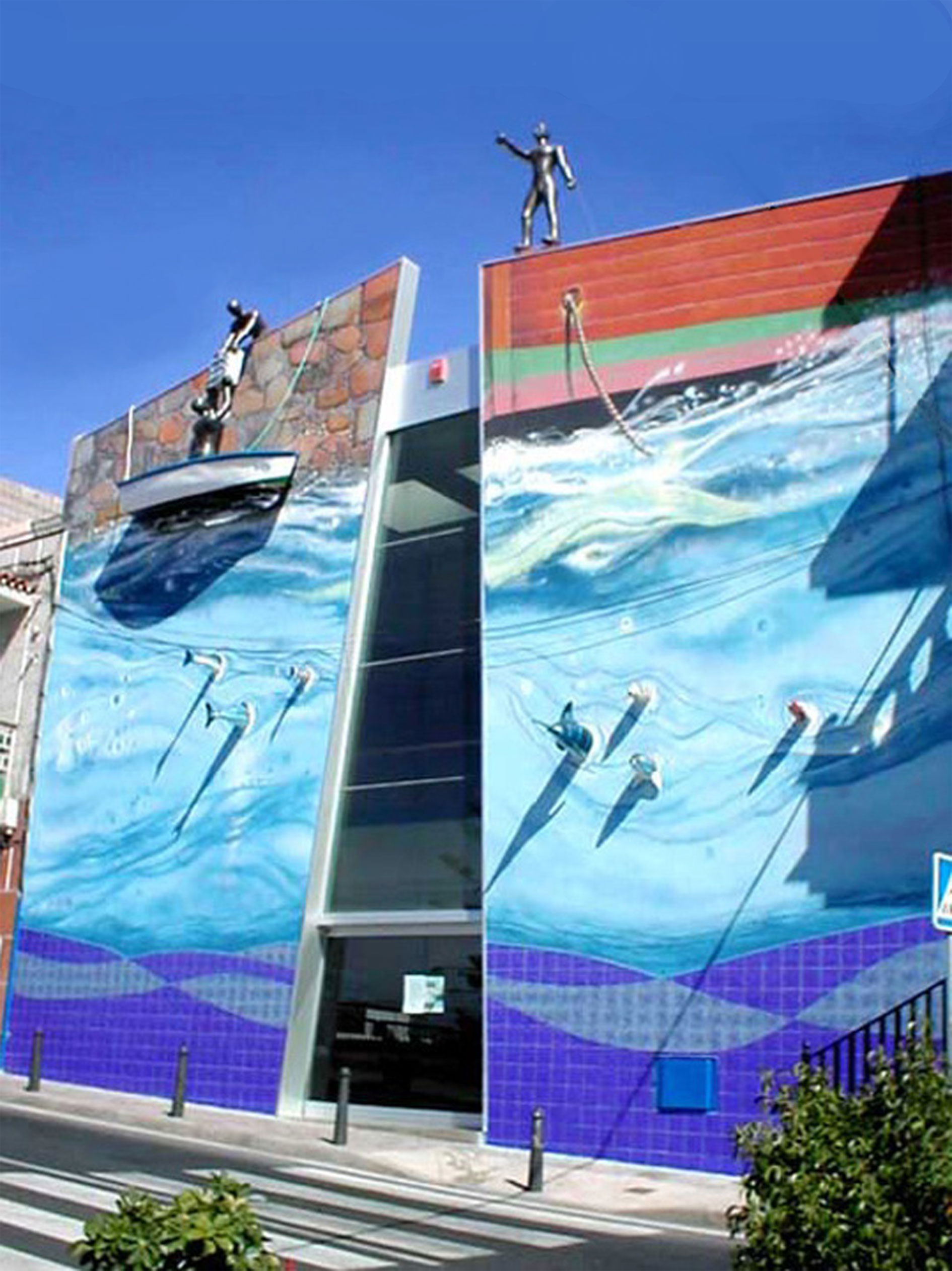
Museo della Pesca (Bernard Romain)
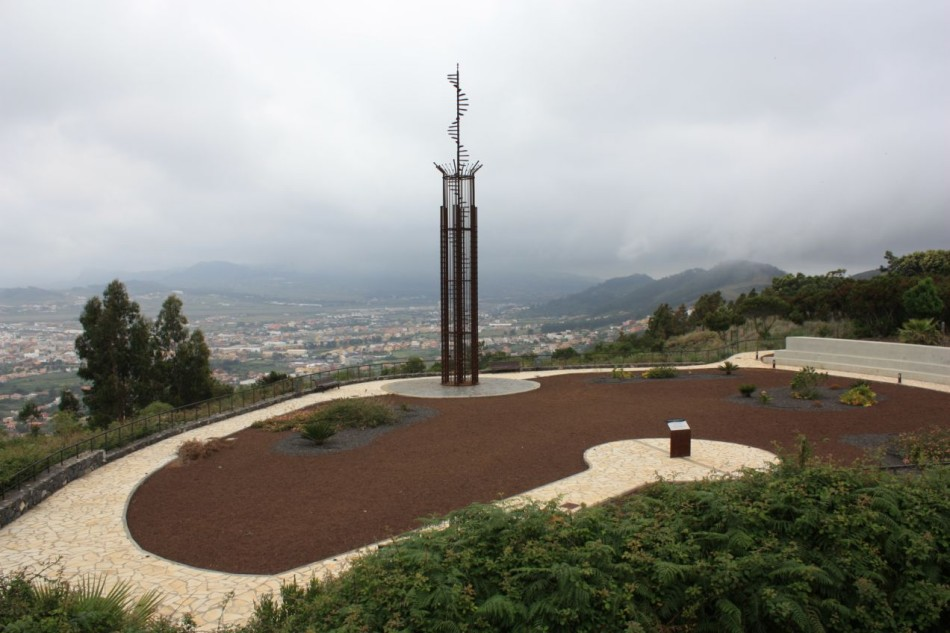
Stairway to Heaven opera di Rudi van der Wint (1942-2006) in località Mesa Mota a ricordo dell'incidente aereo del 1977